# 비탄성 충돌

비탄성 충돌(inelastic collision)은 {\displaystyle 0<e<1}일 때의 충돌, 외부에서 주어지는 알짜힘이 없을 때 운동량 보존법칙은 성립하고, 역학적 에너지는 보존되지 않는다. 충돌과정에서 입자계의 운동에너지가 보존되는 탄성충돌은 열에너지의 개념이 없는 소립자끼리의 충돌에서 언제나 적용되지만 거시적인 입자의 경우 충돌이 일어나는 순간 약간의 운동에너지가 열에너지로 변환되는 경우가 대부분이다. 거시입자를 구성하는 분자나 원자의 열운동은 무질서하기 때문에 특정한 방향을 가지고 있지 않고 따라서 이들의 운동량도 특정한 방향을 가지지 않아 제멋대로의 방향으로 놓이게 된다. 그러므로 온도가 높아서 열적 운동이 격렬해지더라도 질량중심이 움직이지 않는 한, 거시입자의 총 운동량은 0을 유지하게 된다. 그러나 입자를 구성하는 분자나 원자의 운동에너지는 스칼라 값으로서 운동의 방향에 상관없이 양의 값으로 기여하며, 온도가 올라갈수록 이 에너지는 커지는 데, 이를 열에너지라 한다.
충돌에서 운동에너지가 열에너지로 바뀌는 세부적인 과정을 이해하는 것은 쉬운 일이 아니지만 충돌결과에 대한 정보가 어느 정도 있다면 얼마만큼이 열에너지로 변환되었는지 등을 계산할 수 있을 때도 있다.

## 같이 보기
- 충돌
- 탄성 충돌
- 반발 계수